# مستر أولمبيا 1995
بطولة مستر أولمبيا 1994 هي النسخة الثلاثون من بطولة مستر أولمبيا للمحترفين بكمال الأجسام، أقيمت نهائياتها في 10 سبتمبر 1995، في قاعة مركز أطلانطا المدني، بمدينة أطلانطا بولاية جورجيا الأمريكية.

## نظرة عامة
حمل لقب هذه البطولة الإنجليزي دوريان يتس للمرة الرابعة على التوالي.

## النتائج الكاملة
| المركز | الاسم           | الدولة                       | الجائزة المالية |
| ------ | --------------- | ---------------------------- | --------------- |
| 1      | دوريان يتس      | إنجلترا                      | 110,000 $       |
| 2      | كيفين ليفرون    | الولايات المتحدة             | 50,000 $        |
| 3      | ناصر السنباطي   | جمهورية يوغوسلافيا الاتحادية | 30,000 $        |
| 4      | شون راي         | الولايات المتحدة             | 25,000 $        |
| 5      | فينس تايلور     | الولايات المتحدة             | 15,000 $        |
| 6      | كريس كورميير    | الولايات المتحدة             | 12,000 $        |
| 7      | مايك فرانسوا    | الولايات المتحدة             | 8,000 $         |
| 8      | فليكس ويلر      | الولايات المتحدة             | 7,000 $         |
| 9      | آرون بيكر       | الولايات المتحدة             | 6,000 $         |
| 10     | تشارلز كليرمونت | باربادوس                     | 5,000 $         |
| 11     | روني كولمان     | الولايات المتحدة             |                 |
| 12     | بول ديمايو      | الولايات المتحدة             |                 |
| 13     | سوني شميدت      | أستراليا                     |                 |
| 14     | إيان هاريسون    | إنجلترا                      |                 |
| 15     | داريم تشارلز    | ترينيداد وتوباغو             |                 |
| 15     | بافيل جابلونكي  | جمهورية التشيك               |                 |

 = يحمل لقب مستر أولمبيا من سنوات سابقة.